# Boshrūy
Boshrūy (persiska: بشروی) är en ort i Iran.   Den ligger i provinsen Khorasan, i den nordöstra delen av landet, 700 km öster om huvudstaden Teheran. Boshrūy ligger 1 187 meter över havet och antalet invånare är 360.
Terrängen runt Boshrūy är lite kuperad.Runt Boshrūy är det ganska tätbefolkat, med 56 invånare per kvadratkilometer. Närmaste större samhälle är Nīshābūr, 11,9 km nordväst om Boshrūy. Omgivningarna runt Boshrūy är i huvudsak ett öppet busklandskap.